# Grup de la bastnäsita
El grup de la bastnäsita és un grup de minerals de la classe dels carbonats que inclou els minerals: bastnäsita-(Ce), bastnäsita-(La), bastnäsita-(Nd), bastnäsita-(Y), hidroxilbastnäsita-(Ce), hidroxilbastnäsita-(La), hidroxilbastnäsita-(Nd) i thorbastnäsita. Aquests minerals reben el seu nom de la mina Bastnäs, al Comtat de Västmanland, Suècia. Les espècies que integren aquest grup tenen com a fórmula química M (CO₃)X, on M són terres rares o Th, i X és F o OH.
Bastnäsita és també un sinònim per referir-se a les espècies: bastnäsita-(Ce), bastnäsita-(La), bastnäsita-(Nd) i bastnäsita-(Y). Va ser descrita per primera vegada pel químic suec Wilhelm Hisinger el 1838. L'espècie més abundant és la bastnäsita-(Ce), i el ceri és la més comuna de les terres rares en aquesta classe de minerals. Juntament amb la monacita, un fosfat, són les dues fonts més grans de ceri i altres elements de terres rares.

## Bastnäsita-(Ce)
La bastnäsita-(Ce), amb fórmula (Ce,La)(CO₃)F, és una espècie de color groc o marró vermellós. És l'anàleg de ceri de la bastnäsita-(La) i la bastnäsita-(Y), i l'anàleg de fluor de la hidroxilbastnäsita-(Ce), amb la qual forma una sèrie. És el mineral de terrers rares més abundant. És d'origen hidrotermal i ígnia primària. Es pot trobar a les sienites alcalines i granítiques, així com a pegmatites, carbonatites i dipòsits de contacte metamòrfics; rarament en dipòsits detrítics. Es troba associada a la fluocerita, la cerita-(Ce) i l'al·lanita-(Ce). També ha rebut els següents noms: buszita, hamartita o hemartita, hidrofluocerita, kischtimita i kyshtymoparisita.

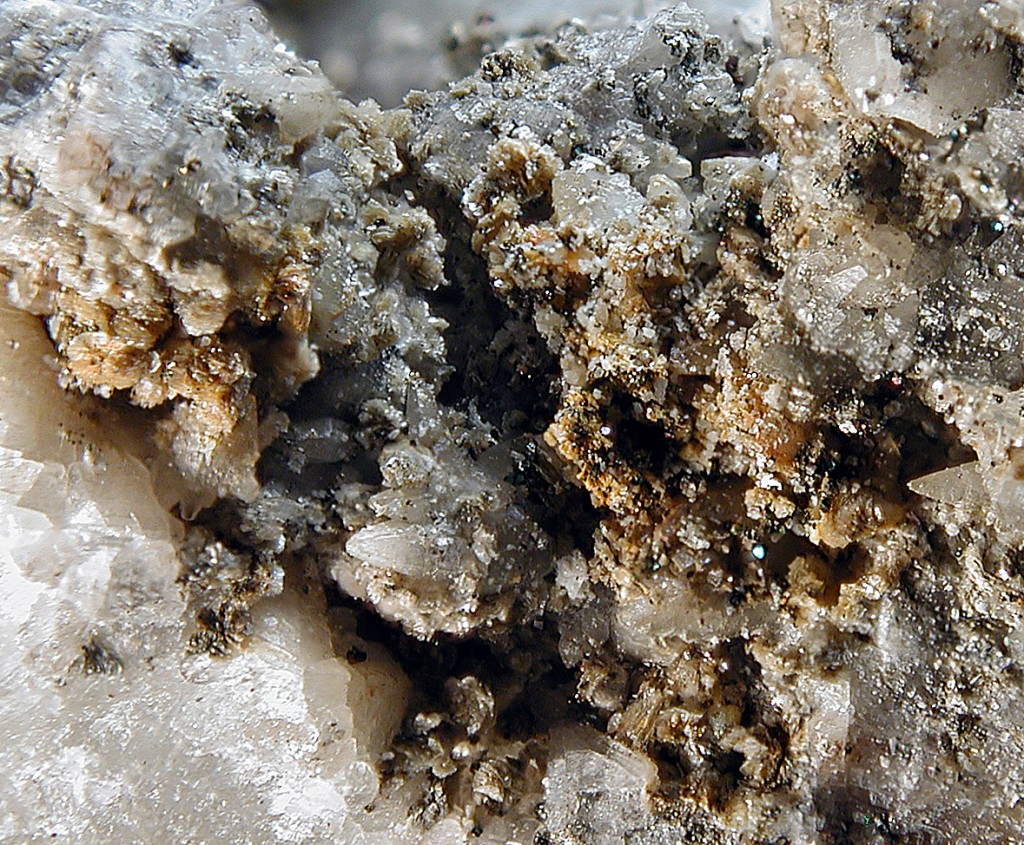
Bastnäsita-(La), d'Arkansas, Estats Units

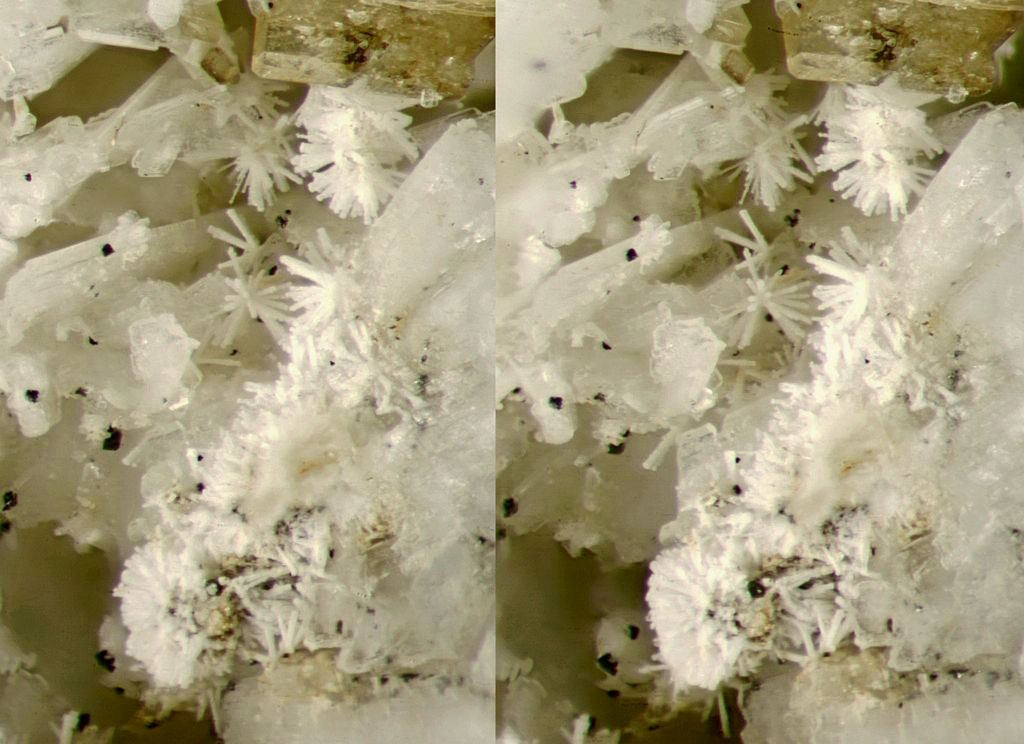
Thorbastnäsita, del Canadà

## Bastnäsita-(La)
La bastnäsita-(La), amb fórmula (La,Ce)(CO₃)F, és l'anàleg de lantà de la bastnäsita-(Ce) i la bastnäsita-(Y). La seva localitat tipus són els dipósits de terres rares i niobi de Belaya Zima, a les muntanyes Saian a l'est de Sibèria, Rússia.

## Bastnäsita-(Nd)
La bastnäsita-(Nd), amb fórmula Nd(CO₃)F, és l'anàleg de fluor de la hidroxilbastnäsita-(Nd). El neodimi substitueix el lantà i el cesi. És de color rosa porpra pàl·lid. La seva localitat tipus són les pegmatites de Stetind, Tysfjord, Nordland, Noruega. Es troba a les vores exteriors en cristalls de bastnäsita-(Ce), trobats a les cavitats de la fluorita d'itri. Es troba associada a la vyuntspakhkita-(Y), stetindita, kozoita-(Nd), fluorita, bastnäsita-(Ce) i calcioancilita-(Nd). A banda de lacalitat tipus, també se n'ha trobat a Alemanya i Eslovàquia.

## Bastnäsita-(Y)
La bastnäsita-(Y), amb fórmula (Y,Ce)(CO₃)F, és l'anàleg d'itri de la bastnäsita-(Ce) i la bastnäsita-(La). És de color vermell maó translúcid, i la seva localitat tipus són les muntanyes Akzhaylyautas, Kazakhstan.

## Hidroxilbastnäsita-(Ce)
La hidroxilbastnäsita-(Ce), amb fórmula (Ce,La)(CO₃)(OH,F), és l'anàleg hidroxil de la bastnäsita-(Ce), amb la que forma una sèrie, i l'anàleg de cesi de la hidroxilbastnäsita-(La) i la hidroxilbastnäsita-(Nd). És de color groc o marró pàl·lid. Té dues localitats tipus: Vuoriyarvi, al nord de Carèlia, i Kixtim, al sud dels Urals, totes dues a Rússia.

## Hidroxilbastnäsita-(La)
La hidroxilbastnäsita-(La) va ser publicada en un estudi l'any 1986 però no va ser aprovada per la IMA fins a l'any 2021. La seva fórmula és (La,Nd,Ce)(CO₃)(OH,F), i es considera l'anàleg hidroxil de la bastnäsita-(La), i l'anàleg de lantà de la hidroxilbastnäsita-(Ce) i la hidroxilbastnäsita-(Nd). La seva localitat tipus són els dipòsits de bauxita de Nissi, a Grècia.

## Hidroxilbastnäsita-(Nd)
La hidroxilbastnäsita-(Nd), amb fórmula (Nd,Ce,La)(CO₃)(OH,F), és l'anàleg de neodimi de la hidroxilbastnäsita-(Ce) i la hidroxilbastnäsita-(La). És de color blanc. Té dues localitats tipus: els dipòsits de bauxita de Nissi, Unitat perifèrica de Ftiòtida, Grècia; i Zagrad, Nikšic, Montenegro. A banda d'aquestes dues localitats també se n'ha trobat a Polònia, Eslovàquia i al Tajikistan.

## Thorbastnäsita
La thorbastnäsita té com a fórmula Th(Ca,Ce)(CO₃)₂F₂·3H₂O. El nom reflecteix el seu contingut de tori i la seva similitud a la bastnäsita. És de color marró i la seva localitat tipus és Pichikhol, a Sibèria, Russia, tot i que també se n'ha trobat a Bolívia, Brasil, Canadà i Estats Units.